# Méguétan
Méguétan ist eine Gemeinde im Kreis Koulikoro in der Region Koulikoro in Mali. 

## Geografie
Méguétan liegt im Südwesten Malis nahe Koulikoro, allerdings rechts des Nigers.

## Verkehr
Méguétan liegt nahe der Regionalstraße R14.